# SCTV
SCTV(인도네시아어: Surya Citra Televisi 수르야 치트라 텔레비시[*])는 인도네시아의 텔레비전 네트워크로, 인도네시아에서 두 번째로 설립된 민영 텔레비전 방송이다. UHF를 통해 전국적으로 송출되며 아날로그 PAL 텔레비전을 통하여 인도네시아 군도에서 시청이 가능하다.

## 개요

SCTV 구 로고(2003~2005)

SCTV는 1990년 8월 24일에 자와티무르주 수라바야에서 수라바야 센트럴 텔레비시(Surabaya Central Televisi)란 이름으로 방송을 시작하였으며, 수라바야 시내 및 주변 지역을 권역으로 하였다. 초기 방송때는 RCTI의 일부 프로그램을 중계하였으며, 뉴스 프로그램의 일부분을 프로그램 제작 기능을 갖출때까지 방송하였다. 1993년 8월 1일, SCTV는 전국 방송에 대한 면허를 허가받아 자카르타로 본사를 옮기고 방송국명을 수르야 치트라 텔레비시(Surya Citra Televisi)로 변경하였다.
본사는 중앙자카르타에, 방송제작 스튜디오는 서자카르타에 두고 있다. 모기업은 수르야 치트라 미디어로, 기술 솔루션 회사 Emtek이 일부를 소유하고 있다.
2011년 2월 18일, 모기업의 위원에서 SCTV와 인도시아르(Indosiar)의 합병에 합의하고 정부의 승인을 받았다.

## 프로그램 정보

### 로컬 프로그램
Liputan 6의 자와티무르 판은 2001년부터 방송을 시작, 수라바야에서 볼 수 있다.
Liputan 6의 수마트라우타라 판은 1997년부터 방송을 시작했으며, 오전 9:30에 SCTV 메단에서 볼 수 있고, 오후 4시에 재방송된다. 중계국에 따라 추가 로컬 프로그램을 시청할 수 있다.

### 연속극
드라마를 방송하기 위해 SCTV는 Screenplay Productions과 Amanah Surga Produksi (AS Productions)를 설립하였다. 방영된 작품으로는 Cowokku Superboy, Bidadari Takut Jatuh Cinta, Putih Abu-Abu (2012년부터), Cintaku Bersemi di Putih Abu-Abu The Series (2012년부터), Diam-Diam Suka, Ganteng-Ganteng Serigala, Emak Ijah Pengen Ke Mekkah’’덩이 있다.

### 스포츠 프로그램
SCTV는 UEFA 챔피언스 리그와 UEFA 유로파 리그를 시즌 2012-2013에서 시즌 2014-2015까지, 프리미어 리그 시즌 2013-2014에서 2015-2016까지 중계하였으며, 인도시아르와 함께 방송하였다.(시즌 1998-1999에서 1999-2000년까지)

## 역대 슬로건
- 1990-1991: SCTV Surabaya Televisi (SCTV Surabaya Television)
- 1991-1993 & 1994-1997: Ayo SCTV! (Go SCTV!)
- 1991-1993: Saluran Hiburan and Informasi (SCTV Entertainment and Information Channel)
- 1993-1997: Selalu Siap Menemani Anda (SCTV Always Ready to Accompany You)
- 1997-2005: SCTV NgeTop! (SCTV Top! On)
- 2005-현재: SCTV Satu Untuk Semua (SCTV One for All)

## 같이 보기
- RCTI: 이전 자매 채널 (1990~1996)